# Pancoridina
La Pancoridina es un alcaloide tipo aporfinoide aislado de las raíces de las plantas Corydalis paniculigera y Corydalis stricta y de la corteza de Popowia pisocarpa (Fumariaceae, Annonaceae)

## Datos espectroscópicos

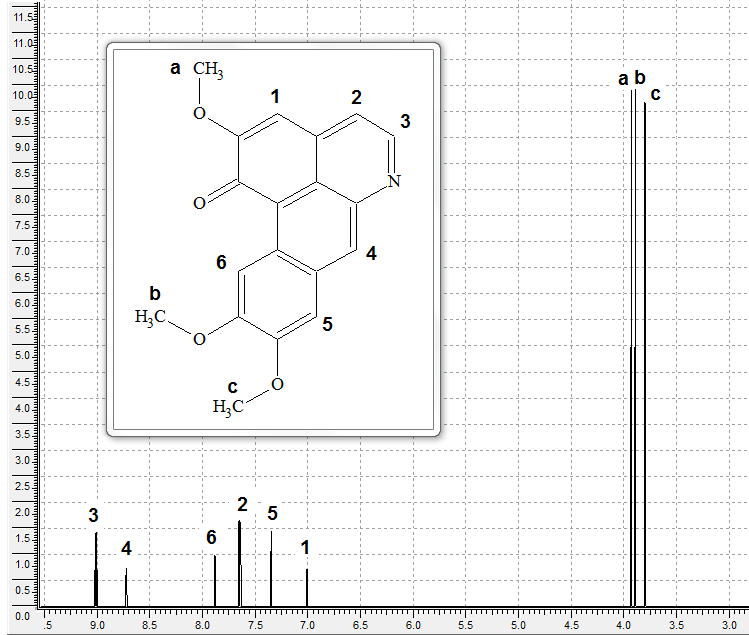
Espectro ^{1}H-RMN de la pancoridina

UV: λEtOHmax (ε) 231 (37,000), 246(sh) (27,000), 274 (sh) (15,000), 284 (sh) (13,000), 295 (sh) (10,500), 406 (9500), 462 (8000) nm
IR: λKBrmax 6.14, 6.67, 6.97, 7.72, 7.90, 8.16, 8.93, 9.10 μ
1H-RMN: (CF3COOH) δ 9.02 (s, H-11), 8.52 (d, J=6Hz, H-5), 8.50 (s, H-7), 7.63 (d, J = 6Hz, H-4), 7.00 (s,1H, ArH), 6.72 (s, 1H, ArH), 3.74, 3.69, 3.68 (3-OMe)
EM: m/e (%) 321 (70, M+), 290(100).

## Síntesis
Cava y colaboradores sintetizaron la pancoridina a partir de la diazotización de la 2-[(6,7-dimetoxiisoquinolin-1-il)metil]-4,5-dimetoxianilina. El acoplamiento de los ciclos se da por la reacción de Pschorr.